# Palec cynkowy

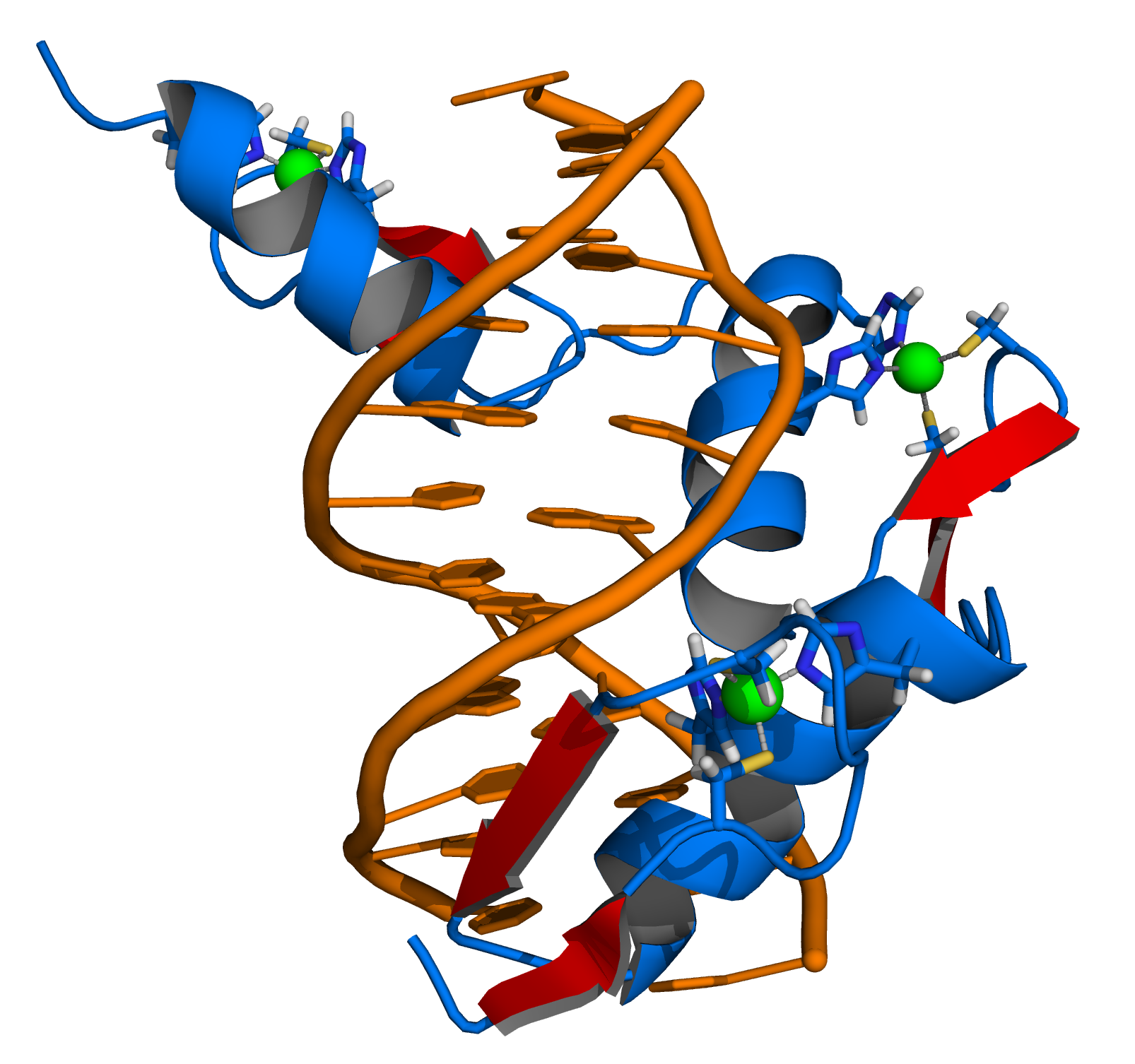
Diagram wstążkowy kompleksu białka ZIF268 z DNA, zawierającego trzy motywy palca cynkowego. ZIF268 zaznaczono na niebiesko, DNA na pomarańczowo, jony Zn^{2+} na zielono.

Palec cynkowy, motyw palca cynkowego (ang. zinc finger domain) – rodzaj domeny białkowej występującej w białkach wiążących DNA i biorący bezpośredni udział w związaniu cząsteczki kwasu nukleinowego przez białko. Palec cynkowy składa się z dwóch antyrównoległych β-kartek i α-helisy. Obecność jonu cynku (Zn2+) jest kluczowa dla stabilności domeny – w przypadku jego braku nie dochodzi do powstania wystarczająco dużej domeny posiadającej hydrofobowy rdzeń i przez to funkcjonalnej.

## Typy
Najlepiej poznaną klasą domen typu palca cynkowego jest klasa C2H2, w której atom Zn otoczony jest przez dwie reszty cysteinowe β-kartki i dwie reszty histydynowe α-helisy. Dwie pozostałe, mniej poznane klasy to C4 i C6.

## Budowa
Struktura każdej domeny jest wysoce konserwatywna ewolucyjnie; wymagana jest obecność około 30 reszt aminokwasowych, tworzących strukturę typu ββα stabilizowaną przez jon Zn. α-helisa znajduje się na C-końcu domeny, a β-kartka na końcu N. Konsensusowa sekwencja aminokwasowa pojedynczej domeny to: Cys-X2-4-Cys-X3-Phe-X5-Leu-X2-His-X3-His.

## Białka zawierające motyw palca cynkowego
Wiele czynników transkrypcyjnych (np. Zif268), białek regulatorowych i innych typów białek wiążących DNA zawiera domeny typu palca cynkowego. Jednym z pierwszych białek w których stwierdzono obecność tego motywu był czynnik transkrypcyjny TFIIIA. Białka te wiążą się w większym rowku podwójnej helisy; przyległe palce cynkowe wchodzą w interakcję z 5 pz wzdłuż tej samej płaszczyzny podwójnej helisy.
Mutacja punktowa w genie kodującym białko receptora kalcytriolu zaburzająca strukturę jednego z dwóch palców cynkowych tego białka skutkuje translacją niefunkcjonalnego receptora i, w konsekwencji, opornością na działanie kalcytriolu i wystąpieniem objawów krzywicy.